# Tinodes caputaquae
Tinodes caputaquae là một loài Trichoptera trong họ Psychomyiidae. Chúng phân bố ở miền Cổ bắc.